# IAI Nesher
«Nesher» (ивр. נשר‎, «Гриф») — истребитель, выпускавшийся Israel Aircraft Industries в начале 1970-х годов — многоцелевой истребитель-бомбардировщик для ВВС Израиля, созданный на базе добытой израильской разведкой документации на французский истребитель Dassault Mirage 5. Большая часть их была продана Аргентине и получила название Dagger (в настоящее время Finger).

## Разработка
Фирма Dassault разработала Mirage V по договору с Израилем, который был одним из основных покупателей Mirage III. В требованиях израильских ВВС (IAF) к перспективному истребителю-бомбардировщику было указано, что самолёт не предназначен для ведения боевых действий ночью и в плохих метеоусловиях и должен быть оптимизирован для типичных метеоусловий Ближнего Востока (мало осадков) в обмен на повышенную боевую нагрузку и дальность.
Но после Шестидневной войны французское правительство ввело эмбарго на поставку Израилю оружия и остановило поставки первых 30 Mirage V, оплаченных Израилем, а также 20 заказанных, и прекратило поставки запчастей для израильских Mirage IIICJt.
Nesher был точной копией Mirage V, за исключением производимой в Израиле части авионики, катапультируемых кресел Martin-Baker класса 0-0 и вооружения, включавшего израильские ракеты «воздух-воздух» с тепловой инфракрасной головкой самонаведения Rafael Shafrir.
Были построены 51 одноместный истребитель Nesher и 10 двухместных спарок.
Производство Nesher было остановлено, когда в Израиле завершились работы по проекту IAI Kfir — более совершенной разработке IAI на основе планеров Mirage III и Mirage V, разрабатывавшейся параллельно. Вместо французского двигателя Atar 9 Kfir имел двигатель J79 (использовался также на американских самолётах Lockheed F-104 Starfighter и F-4 Phantom II), разработанный General Electric и производившийся в Израиле.

## Модификации
- Nesher S: Одноместный истребитель-бомбардировщик для израильских ВВС.
- Nesher T: Двухместная спарка для израильских ВВС.
- Dagger A: Модернизированный одноместный истребитель-бомбардировщик для ВВС Аргентины.
- Dagger B: Модернизированная двухместная спарка для ВВС Аргентины.
- Finger I: вариант для ВВС Аргентины.
- Finger II: вариант для ВВС Аргентины.
- Finger III: вариант для ВВС Аргентины.

## Служба в израильских ВВС
Первый прототип Nesher взлетел в сентябре 1969 г, поставки в ВВС Израиля начались в 1971. Самолёты участвовали в войне 1973 года. На Nesher одержал часть своих побед Гиора Эпштейн, самый результативный израильский ас (всего на его счету 16 сбитых арабских самолётов и 1 вертолёт).
В 1978 году самолёты были сняты с вооружения ВВС Израиля, переоборудованы и проданы в Аргентину двумя партиями где были названы Dagger: 26 в 1978 г. и 13 в 1980 г. 34 «Dagger A» были одноместными самолётами и 5 «Dagger B» учебными спарками.

## Служба в ВВС других стран

### Аргентина
Истребители Dagger вошли в 6 Air Group и были объединены для совместного применения с 8 Air Group (Mirage IIIEA). В войне 1982 за Фолклендские острова они были передислоцированы на авиабазу в Río Grande, Tierra del Fuego, и на аэродром Puerto San Julián и несмотря на большую дальность до целей и невозможность дозаправиться в воздухе совершили 153 самолёто-вылета против британских сил в течение 45 дней конфликта. 11 самолётов Dagger были сбиты истребителями британского флота Sea Harrier или ракетами ПВО британских сил.
В 1979 году по контракту заключенному между IAI и ВВС Аргентины самолёты Dagger должны были быть оснащены новой авионикой и системами HUD и доведены по боевым возможностям до израильского истребителя Kfir C.2. Эта программа, получившая название Finger, была только в процессе разработки в 1982 году, когда война с Великобританией закончилась. После войны Англия наложила эмбарго на поставки военной продукции в Аргентину и часть оборудования для Dagger, производимая в Англии фирмой British Marconi Electronic Systems, не могла быть поставлена. Это оборудование было впоследствии заменено на французское Thomson-CSF.

## Летно-технические характеристики
- см. Dassault Mirage 5